# 国際連合安全保障理事会決議476
国際連合安全保障理事会決議476は、1980年6月30日に採択された国際連合安全保障理事会決議である。
「聖地エルサレムの性格と地位を変更しようとする占領国イスラエルによる全ての立法上および行政上の措置と行動は、法的効力を持たず、ジュネーブ第4条約の明白な違反である」と宣言した。
この決議は、賛成14票、反対0票により可決された。アメリカ合衆国は採決を棄権した。